# FAB-500

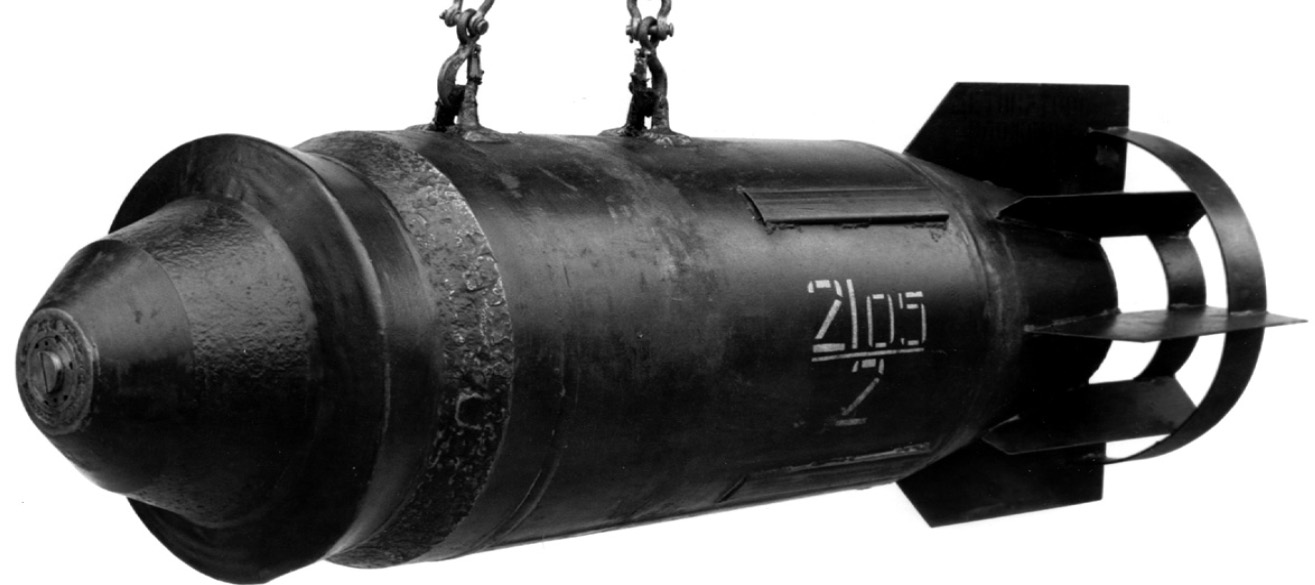
Bombe à fragmentation FAB-500 M-54 (version à grande traînée)

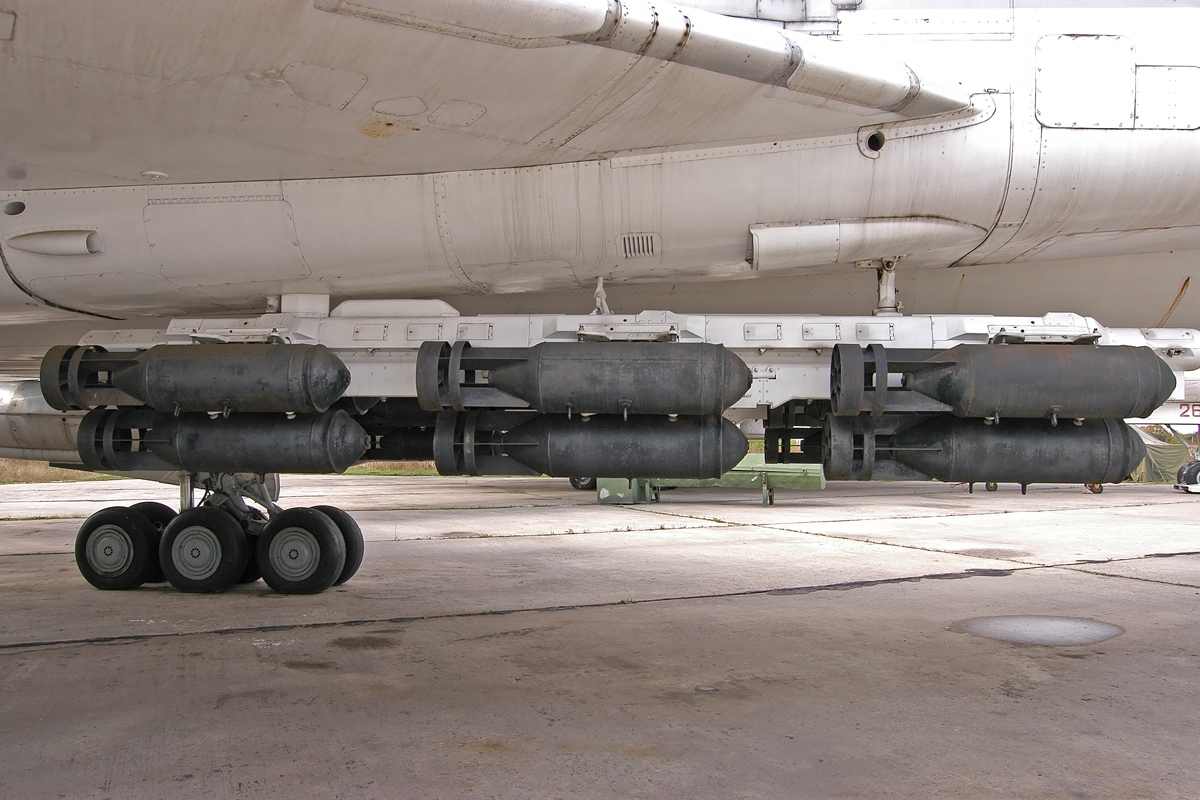
jusqu'à 18 bombes FAB-500 M-54 sur deux pylônes sous les ailes et la baie interne d'un Tu-22M

La FAB-500 est une bombe larguée par air non guidée de 500 kg de conception soviétique avec une ogive hautement explosive. Principalement utilisée par l'armée de l'air russe, les anciennes républiques soviétiques et les pays clients de la Russie.
Il existe également les FAB-1500 et FAB-3000

## Caractéristiques techniques et developpement (FAB-500 M-62)
Le modèle original M-54 a été déployé en 1954, façonné pour le transport interne par des bombardiers lourds. Une version à faible traînée la M-62 a été développée en 1962. Elle était destinée à être transportée sur les points d'emport extérieurs des chasseurs bombardiers,. La bombe n'est pas guidée, comporte un fusible de contact sur le nez. Elle est compatible avec la plupart des modèles d'avions soviétiques.
- Altitude de largage : 570 - 12 000 m
- Vitesse de largage : 500 - 1 900 km/h[4]
- Masse : 497 kg
- Quantité d'explosif : 213 kg d'explosifs brisant
- Effet :
  - Infanterie : rayon de destruction de 140 m
  - Véhicule blindé léger : rayon de destruction 66 m[5]

## Historique opérationnel
La FAB-500 a été largement utilisée au-dessus de l'Afghanistan par les forces afghanes alliées des soviétiques dans les années 1980. 
Elle a été utilisée pendant la guerre civile syrienne où elle a été transportée par des avions de guerre russes et syriens,.
La variante M62 de la FAB-500 a été utilisée par les forces militaires russes lors de l'invasion russe de l'Ukraine en 2022. Le 13 mars 2022 et le 14 mai 2022, des bombes FAB-500 ont été découvertes dans les villes ukrainiennes de Tchernihiv et d'Odessa,. 
À partir de janvier 2024 l'utilisation de la bombe avec des kits de guidage UMPK devient beaucoup plus importante, entre le 1er janvier 2024 et le 29 mars 2024 plus de 3 500 FAB (toutes versions) avec kit sont lancées, ce qui représente 16 fois plus qu'en 2023. Mais à partir de l'hiver 2024, les Ukrainiens seraient parvenus à tromper son système de guidage grâce au dispositif de guerre électronique « Lima » qui combine brouillage et cyber-attaque, rendant nécessaire l'usage de huit à seize bombes pour toucher un objectif selon une source russe.

## Variantes FAB-500
- FAB-500 M-54 (ФАБ-500 М-54) - Modèle 1954, modèle original à grande traînée destiné au transport interne sur les bombardiers lourds, avec un anneau balistique sur le nez de la bombe pour agir comme un générateur de vortex pour aider le stabilisateur de la bombe[12],[13].
- FAB-500 M-62 (ФАБ-500 М-62) - Modèle 1962, modèle à faible traînée conçu pour le transport externe sur les points d'emport des chasseurs-bombardiers[14],[15]. Sa forme est beaucoup plus aérodynamique que le modèle 54 ce qui la rend plus adaptée à être utilisée par des avions supersoniques. C'est le modèle le plus commun en service dans l'armée de l'air russe.
- FAB-500 M-62T - résistante à la chaleur, capable de résister à un échauffement aérodynamique à haute température, survenant pendant le vol à grande vitesse. Développée pour le MiG-25RB[15].
- FAB-500 M-62 MPK (ФАБ-500 М-62 et МПК)
- FAB-500T (ФАБ-500Т)[16].
- FAB-500TA (ФАБ-500ТА)
- FAB-500ShN (ФАБ-500ШН) - bombe à enveloppe mince retardée par parachute[14].
- FAB-500ShL (ФАБ-500ШЛ) - bombe explosive retardée par parachute[17].
- FAB-500 M46 (ФАБ-500 М46)
- FAB-500 M44 (ФАБ-500 М44)
- FAB-500 M43 (ФАБ-500 М43)
- FAB-500-300 (ФАБ-500-300) - Hautement-explosif à enveloppe épaisse
- FAB-500TS (ФАБ-500ТС) - explosif brisant à enveloppe épaisse et fragmentation[18]
- FAB-500TSM (ФАБ-500ТСМ)
- OFAB-500 (ОФАБ-500) - bombe à fragmentation hautement explosive à usage général (contient 3 sous-munitions de 150 kg)[19]
- OFAB-500U (ОФАБ-500У) - bombe à fragmentation à action retardée
- OFAB-500ShR (ОФАБ-500ШP) - bombe à fragmentation retardée par parachute
- KAB-500L - FAB-500 équipée d'un laser de guidage semi-actif

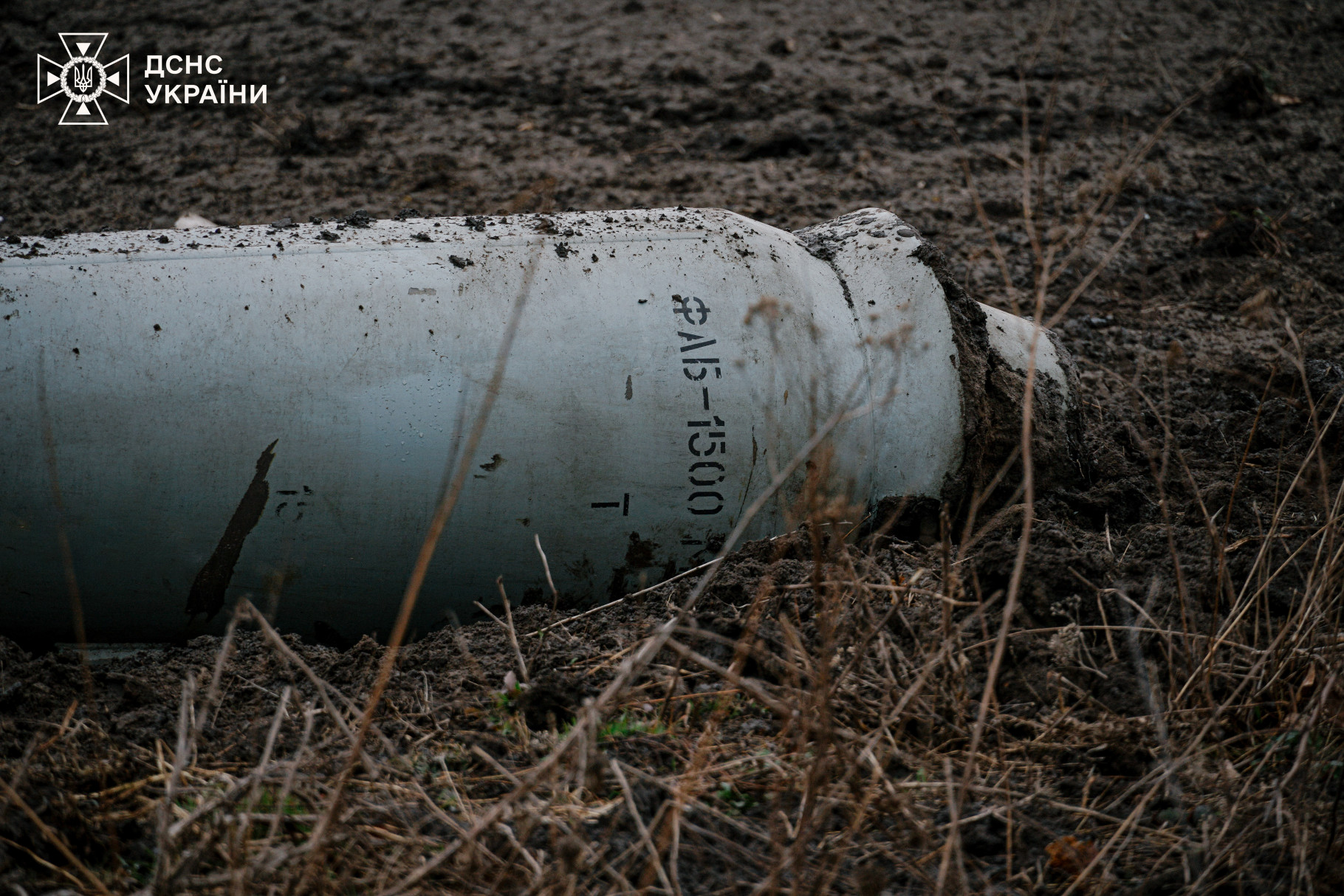
Retrouvée à Sélydové en mars 2024.
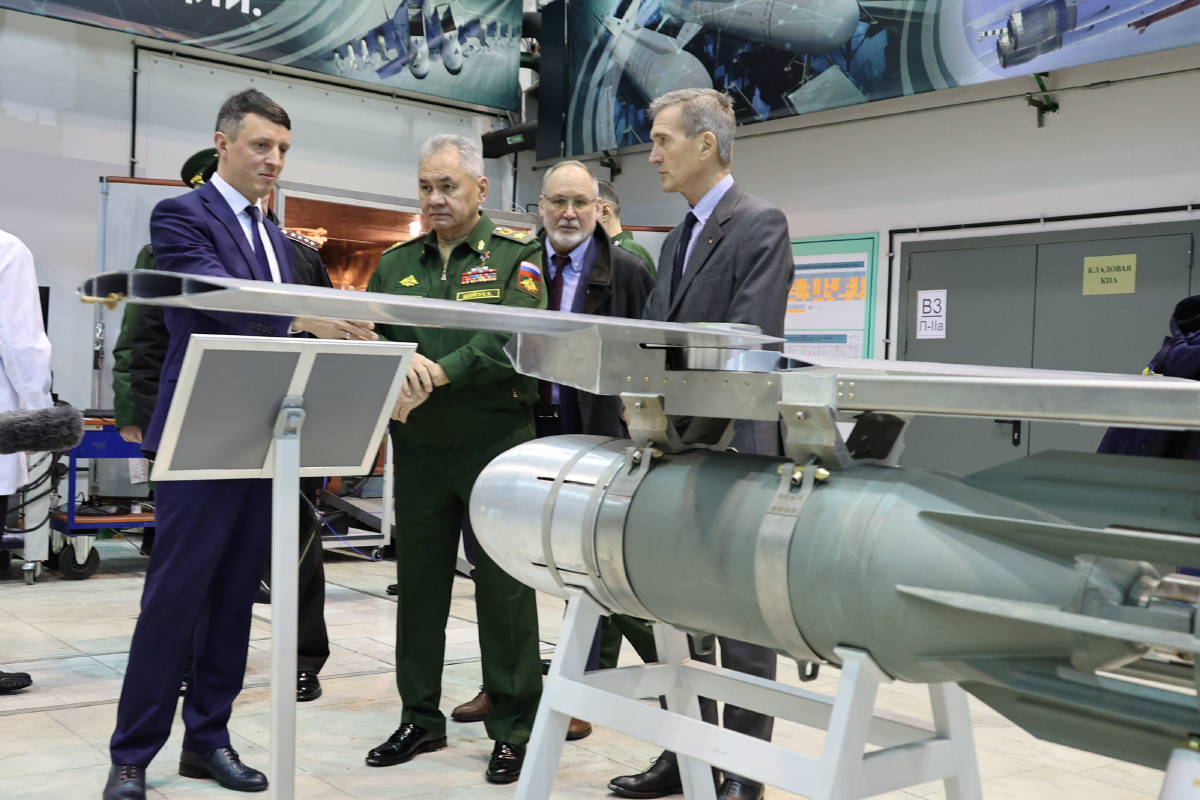
FAB-250 avec un kit UMPK.

### FAB-1500
Munition d'une tonne et demie pouvant être utilisée avec un prêt-à-monter UMPK (УМПК : russe : Унифицированный модуль планирования и коррекции).
Ce type de bombe a été utilisé durant la bataille d'Adviïvka.
Le 9 avril 2024, l'armée russe a largué accidentellement une bombe FAB-1500 sur une épicerie dans la ville occupée de Ienakiieve située dans l'oblast occupé de Donetsk. Selon le média d'information russe Astra, il s'agit « du 21e cas ces trois dernières semaines ».

### FAB-3000
Munition de trois tonnes avec une charge explosive de 1 400 kg. 
La première bombe planante FAB-3000 UMPK (Unified Planning and Correction Module) employée durant l'invasion de l'Ukraine par la Russie l'est le 20 juin 2024 dans le village de Tykhe, près de Lyptsi dans l'oblast de Kharkiv,.